# دار حزام (جحانة)

تعديل مصدري - تعديل

دار حزام هي إحدى قرى عزلة مسور بمديرية جحانة التابعة لمحافظة صنعاء، بلغ تعداد سكانها 170 نسمة حسب تعداد اليمن لعام 2004.